# Шуточка
«Шуточка» — рассказ русского писателя Антона Павловича Чехова. Впервые опубликован в журнале «Сверчок» № 10 от 12 марта 1886 года под подписью «Человек без селезёнки».

## Сюжет
Повествование ведётся от лица главного героя, молодого человека. Он зовёт кататься со снежной горки девушку Надю, чего та очень боится, но всё же соглашается. Во время спуска, когда в ушах испуганной девушки воет ветер, повествователь шепчет: «Я люблю вас, Надя». У подножия горки молодой человек изображает равнодушие, заставляя Надю сомневаться, что он что-либо произносил. Она соглашается прокатиться ещё раз, чтобы понять, были ли то слова её приятеля или завывание ветра. И снова молодой человек проделывает с Надей ту же шутку. Они продолжают кататься несколько дней, повествователь же продолжает девушку разыгрывать. Та жаждет понять природу слов, но пугающий её каждый раз спуск с горки не позволяет ей вовремя сконцентрироваться. Проходит зима, горка растаяла, а Надя не может разрешить загадку. Когда однажды вечером она грустная стоит на крыльце, повествователь, укрывшись за забором, снова произносит те слова, и девушка вспыхивает радостью. Вскоре молодой человек уехал в другой город, Надя позже вышла замуж и родила детей. Повествователь уверен, что те воспоминания остались для неё в её жизни счастливейшими, а сам он уже не понимает, зачем шутил.

## Создание и реакция
Рассказ стал вторым, опубликованным Чеховым в журнале «Сверчок». Первым стал — «Ночь на кладбище (Святочный рассказ)», вышедший в дебютном номере журнала от 8 января и вызвавший конфликт Чехова с Лейкиным, издателем основного распространителя его произведений — журнала «Осколки». Поэтому следующий рассказ издатель «Сверчка» Вернер был вынужден ждать 2 месяца.
Рассказ подвергся серьёзной переработке перед его отправкой Чеховым издателю Марксу в 1899 году, когда тот готовил полное собрание сочинений писателя. Главный герой превратился из остряка в интеллигентного молодого человека, подстать чему повествование стало более сдержанным. Иной стала развязка: вместо женитьбы на Наде герой теперь уезжает из города и не возвращается к ней.
Критики обратили внимание на рассказ из издания Маркса. Богослов Введенский задавался вопросом, зачем главный герой заставлял страдать другого человека. Ангел Богданович отметил литературное изящество рассказа и тоскливое чувство, вызываемое у читателя концовкой.

## Экранизация
В 1966 году рассказ был экранизирован короткометражным фильмом режиссёра Андрея Смирнова. Главные роли сыграли Никита Михалков и Нонна Терентьева.
В 2006 году вышел одноимённый короткометражный фильм режиссёра Екатерины Гроховской. В роли Наденьки — Глафира Тарханова.